# ريتشارد إف. أبيل
ريتشارد إف. أبيل (بالإنجليزية: Richard F. Abel)‏ هو ضابط أمريكي، ولد في 1933.